# Caius Cornelius Cethegus
Caius Cornelius Cethegus (Kr. e. 3. század – Kr. e. 2. század) római politikus, az előkelő patricius Cornelia gens tagja.
Kr. e. 200-ban, még mielőtt aedilis lett volna, proconsulként szolgált Hispania területén. Távollétében választották aedilisszé, amit Kr. e. 199-es hivatali évében látványos játékokkal honorált. Kr. e. 197-es consuli évében legyőzte az insubereket és a cenomanokat Cisalpinában, és triumphust tarthatott.
Kr. e. 194-ben censor volt, és a következő év végén hajdani consultársa, Quintus Minucius Rufus és Publius Cornelius Scipio Africanus társaságában annak a hármas bizottságnak a tagja volt, amely a Massinissa numidiai király és Karthágó közt kirobbant vitát volt hivatott elrendezni.